# Cinnamomum verum
La cannella o, raramente, cinnamomo (Cinnamomum verum, Presl) è un albero sempreverde della famiglia delle Lauracee, originario dello Sri Lanka, dal quale si ricava l'omonima spezia.
Vengono chiamate ugualmente cannella anche altre piante, tra le quali la cannella cinese (Cinnamomum aromaticum).

## Storia
La cannella vanta una storia millenaria: era già citata nella Bibbia, nel libro dell'Esodo, era usata dagli antichi Egizi per le imbalsamazioni e citata anche nel mondo greco e latino. Importata in occidente con le carovane durante il Medioevo. Nella prima metà del 1600 gli olandesi impiantarono un traffico stabile con lo Sri Lanka per divenirne i principali importatori d'Europa.

## Descrizione

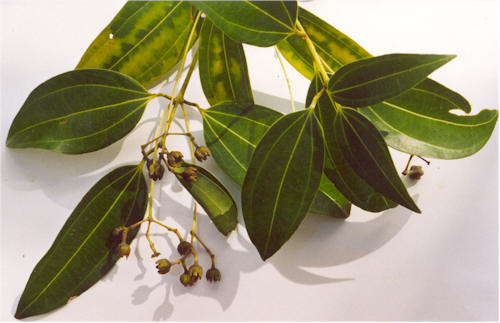
Ramoscello di cannella

La cannella è un albero sempreverde alto circa 10–15 m.
Le foglie sono opposte, di forma ovale e allungata, possono raggiungere i 18 cm di lunghezza e i 5 cm di larghezza.
I fiori, bianchi, sono riuniti in infiorescenze.
Il frutto è una drupa che contiene un seme privo di albume.

## Distribuzione e habitat
La pianta è nativa dello Sri Lanka ed è stata introdotta in diversi paesi tropicali, quali il Madagascar, Malaysia e Antille. Viene prodotta anche in Indonesia.

## Usi

### Gastronomia

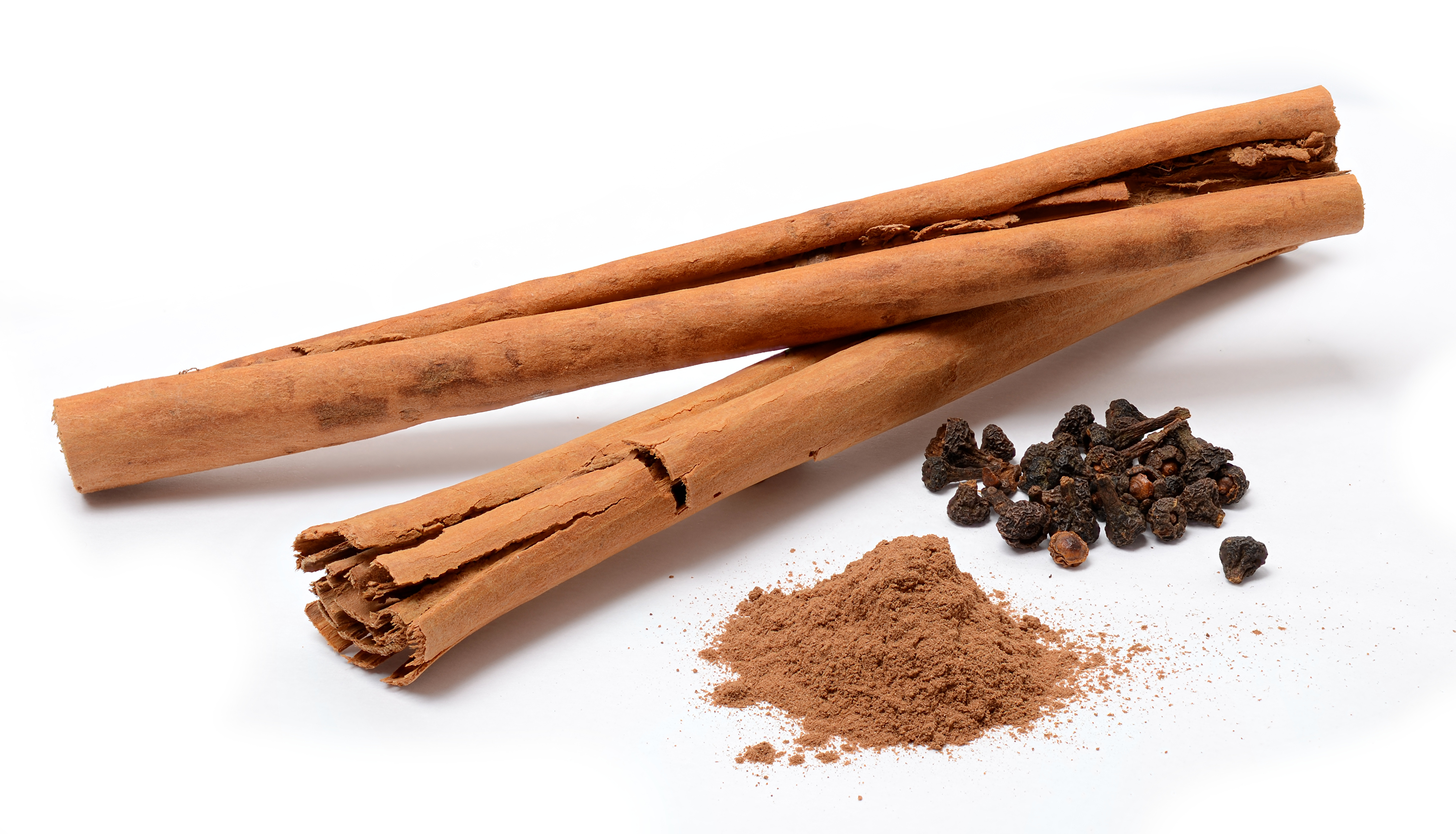
Cannella in stecca

A differenza di altre droghe da cucina, la spezia non si ricava dal seme o dal frutto bensì dal fusto e dai ramoscelli che assumono il classico aspetto di una piccola pergamena color nocciola, una volta liberati del sughero esterno e trattati. La cannella può essere venduta in questa forma e sbriciolata al momento dell'uso, oppure essere venduta in polvere.
Ha un aroma secco e pungente che ricorda quello dei chiodi di garofano con una nota pepata.
La spezia che si ricava da Cinnamomum verum è la più fine e costosa. La cannella cinese (Cinnamomum aromaticum), anch'essa della famiglia delle Lauraceae, è detta anche cassia ed ha un aroma più aspro, ma è meno costosa, per cui è frequente.
È usata in molti modi differenti da secoli. La tradizione occidentale la preferisce impiegata nei dolci di frutta, specie di mele, nella lavorazione del cioccolato, di caramelle e praline, come aroma in creme, nella panna montata, nella meringa, nei gelati e in numerosi liquori. La tradizione orientale e creola la usa anche nel salato, in accompagnamento di carni affumicate e non. Entrambe l'amano come aromatizzante del tè.
I bastoncini di cannella conservano il loro aroma se riposti in barattoli di vetro ben chiusi e lontani da fonti di calore e dalla luce. Anche la polvere di cannella si conserva allo stesso modo, sebbene perda molto delle sue caratteristiche e del suo aroma.

### Usi medici
Esiste anche un tipo di cannella ottenuto facendo macerare la corteccia in acqua marina e successivamente distillandola. Il liquido ambrato che se ne ricava contiene aldeide cinnamica per circa il 90% ed è usato più frequentemente come principio medicamentoso che come spezia di cucina.
Questa spezia ha un potere antiossidante (ORAC) tra i più elevati, con un indice di valore 267536, circa 62 volte quello della mela, considerata per parte sua un ottimo antiossidante e che contiene tannini, aldeide cinnamica nell'olio essenziale, eugenolo (oltre 50 composti aromatici e terpenici), canfora.
Usata tradizionalmente contro le infreddature e come antibatterico, antimicrobico, antifungino e antivirale, insetticida, acaricida, antinfiammatorio e analgesico, in particolare, esplica il suo potere antimicrobico contro i microorganismi più comuni che causano carie dentale, lesioni endodontiche e parodontali e candidosi.
Inoltre è un antispastico, le viene oggi riconosciuta scientificamente la capacità di abbassare il colesterolo e i trigliceridi nel sangue, contribuendo ad alleviare i disturbi dell'ipertensione; inoltre esercita una funzione antisettica sui disturbi dell'apparato respiratorio.
Secondo alcune ricerche contribuirebbe a regolare la glicemia postprandiale sia nei pazienti obesi che in quelli normopeso; due metanalisi, di cui una molto recente, mostrerebbero numerosi effetti benefici della spezia sui pazienti diabetici, anche se altri studi non hanno confermato questi risultati.
La medicina ayurvedica e quella cinese la usano per i problemi mestruali, nel trattamento delle febbri, in alcuni disturbi intestinali (contribuisce a rallentare le attività di fermentazione e di lievitazione intestinale che provocano gonfiore, flatulenza e cattiva digestione) e per i problemi legati al freddo, in quanto ha un effetto riscaldante. L'olio essenziale di cannella ha una forte attività antimicotica e favorisce la circolazione periferica se frizionato sulla pelle.
A fine giugno 2011, alcuni ricercatori dell'Università di Tel Aviv avrebbero rilevato che una somministrazione nel tempo di estratto di cannella su modelli animali (una popolazione di topi), in presenza di altre determinate condizioni patologiche preesistenti, può contribuire in alcuni individui predisposti ad un parziale rallentamento nello sviluppo della malattia di Alzheimer. Lo studio, non eseguito in vitro o su una popolazione di esseri umani, è stato pubblicato dal Dipartimento di Zoologia dell'UTA. L'estratto è chiamato CEppt ed è stato provato su topi geneticamente modificati.
La cannella inoltre potrebbe aiutare a rallentare la progressione della malattia di Parkinson. A renderlo noto sarebbero stati i membri del Rush University Medical Centre, i quali hanno condotto una nuova ricerca, basata su un campione di topi con malattia di Parkinson. Dalla ricerca sarebbe emerso che i composti contenuti nella cannella potrebbero effettivamente attenuare alcuni cambiamenti biomeccanici, cellulari e anatomici che avvengono nel cervello di chi soffre della malattia di Parkinson.
Da qualche tempo presso gli adolescenti USA si sta diffondendo la gara della Cinnamon Challenge, che consiste nell'ingoiare un cucchiaio di polvere di cannella. Questa pratica può danneggiare la salute in quanto nella cannella è presente una sostanza caustica che nell'apparato respiratorio potrebbe dare seri problemi.

## Leggenda
Secondo alcuni storici greci e romani, il cinnamologo era un uccello che si serviva di stecche di cannella per costruire i propri nidi.